# Miltochrista hemimelaena
Miltochrista hemimelaena là một loài bướm đêm thuộc phân họ Arctiinae, họ Erebidae.